# Joseph Moxon
 Joseph Moxon né le  8 août 1627, mort le 28 février 1691, est un hydrographe de Charles II, éditeur de textes mathématiques et de cartes, fabricant de globes et d'instruments mathématiques. Il édita le premier dictionnaire mathématique anglais. En novembre 1678, il fut le premier commerçant élu membre de la  Royal Society.

## Biographie
De 1636 à 1638, Moxon accompagna son père James Moxon, à Delft et Rotterdam où ce dernier imprimait des Bibles. il y apprit ses premiers rudiments d'imprimerie. Ils revinrent à Londres au début de la première guerre civile, et Moxon commença d'y imprimer des textes puritains ainsi qu'un Book of Drawing, Limning, Washing or Colouring of Mapps and Prints de 1647 pour le compte de Thomas Jenner, un vendeur de cartes.  En 1652 Moxon visite Amsterdam  et commande des matrices de Globes, qu'il vend à la fin de l'année, se spécialisant dans l'impression de cartes et de chartes, de globes  et d'instruments en papier.  
En Janvier 1662 il fut nommé hydrographe du roi en dépit de ses antécédents puritains. En 1683, il publie son livre  les Mechanick Exercises.  Il émit la théorie que la banquise de l'Océan Arctique se créait le long des côtes mais fondait au centre l'été, grâce à un ensoleillement continu. Il crut qu'on pouvait en conséquence trouver un passage en traversant le pôle nord. Ces idées influencèrent ultérieurement Daines Barrington, Samuel Engel et le mythique capitaine Cook lors de son troisième voyage.

## Travaux

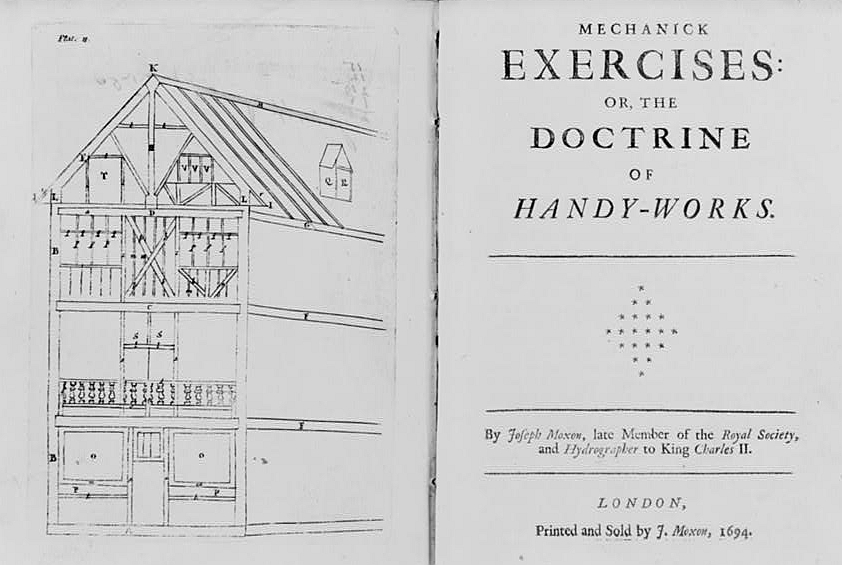
La Mécanique de Moxon

### Édition
- A tutor to astronomy & geography. Or, the use of the copernican spheres, London, 184 p. (1665)
- Regulæ trium ordinum literarum typographicarum or the rules of the three orders of print letters: viz. the roman, italick, English, capitals and small. Shewing how they are compounded of geometrick figures, and mostly made by rule and compass. Useful for writing masters, painters, carvers, masons and others that are lovers of curiosity. London (1676)
- A collection of some attempts made to the North-East, and North-West, for the finding a passage to Japan, China, &c. (1676)
- Mechanick dyalling. London (1697)
- J.Moxon and T. Tuttell. Mathematicks made easie, or, A mathematical dictionary explaining the terms of art and difficult phrases used in arithmetick, geometry, astronomy, astrology, and other mathematical sciences (1700)
- Mechanick Exercises or Doctrine of handy-works (1703)[2]